# Журавель-вінценос південний
Журавель-вінценос південний (Balearica regulorum) — птах родини журавлевих (Gruidae), що мешкає на сході та півдні Африки. З шести видів журавлів, що мешкають на Африканському континенті, журавель-вінценос південний вважається найчисельнішим — за оцінкою орнітологів, їх сукупна популяція становить 58—77 тис. птахів. Птах є одним з національних символів Уганди і зображений на її національному прапорі та гербі.

## Опис

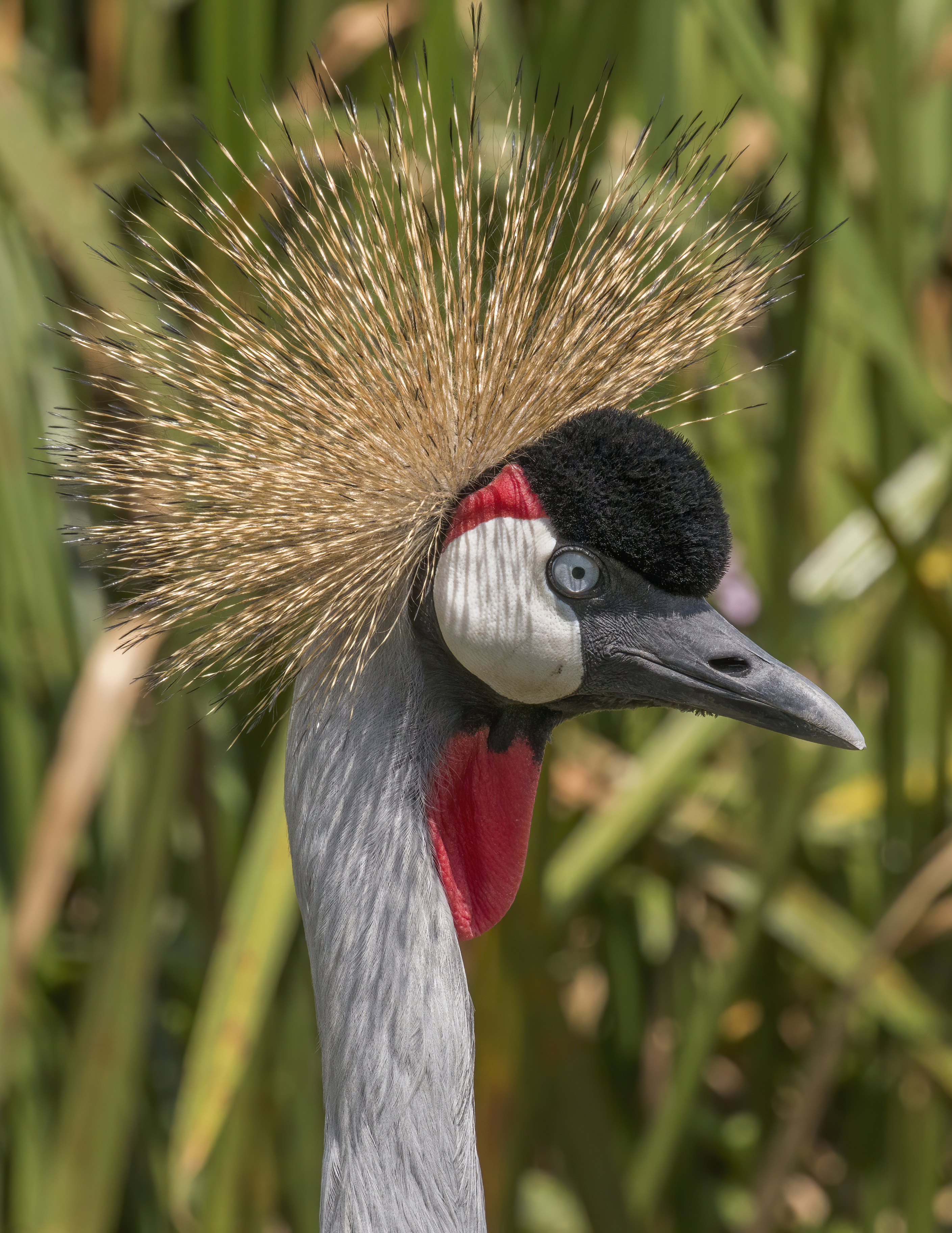
Голова зблизька

Птах заввишки до 106 см і вагою 3,5 кг. Оперення блідо-сіре — світліше у порівнянні з вінценосом північним. Крила здебільшого білі, але трапляються також золотисті, руді та коричневі пера. На голові є великий чубчик, що складається з пір'я золотистого відтінку. На щоках є білі плями, а під підборіддям горловий мішечок, який може роздуватися. У порівнянні з північним видом мішечок виглядає набагато більшими. Крім того, на щоках також є плями голої червоної шкіри, які трохи більші аналогічних у вінценоса північного. Дзьоб порівняно короткий, дещо сплющений, темно-сірий. Ноги чорні. На відміну від інших журавлів на нозі є довгий задній палець, який дозволяє птахові легко утримуватися на гілці дерева або чагарнику.

## Розповсюдження
Живе в долинах річок та на узбережжях великих озер.

## Спосіб життя

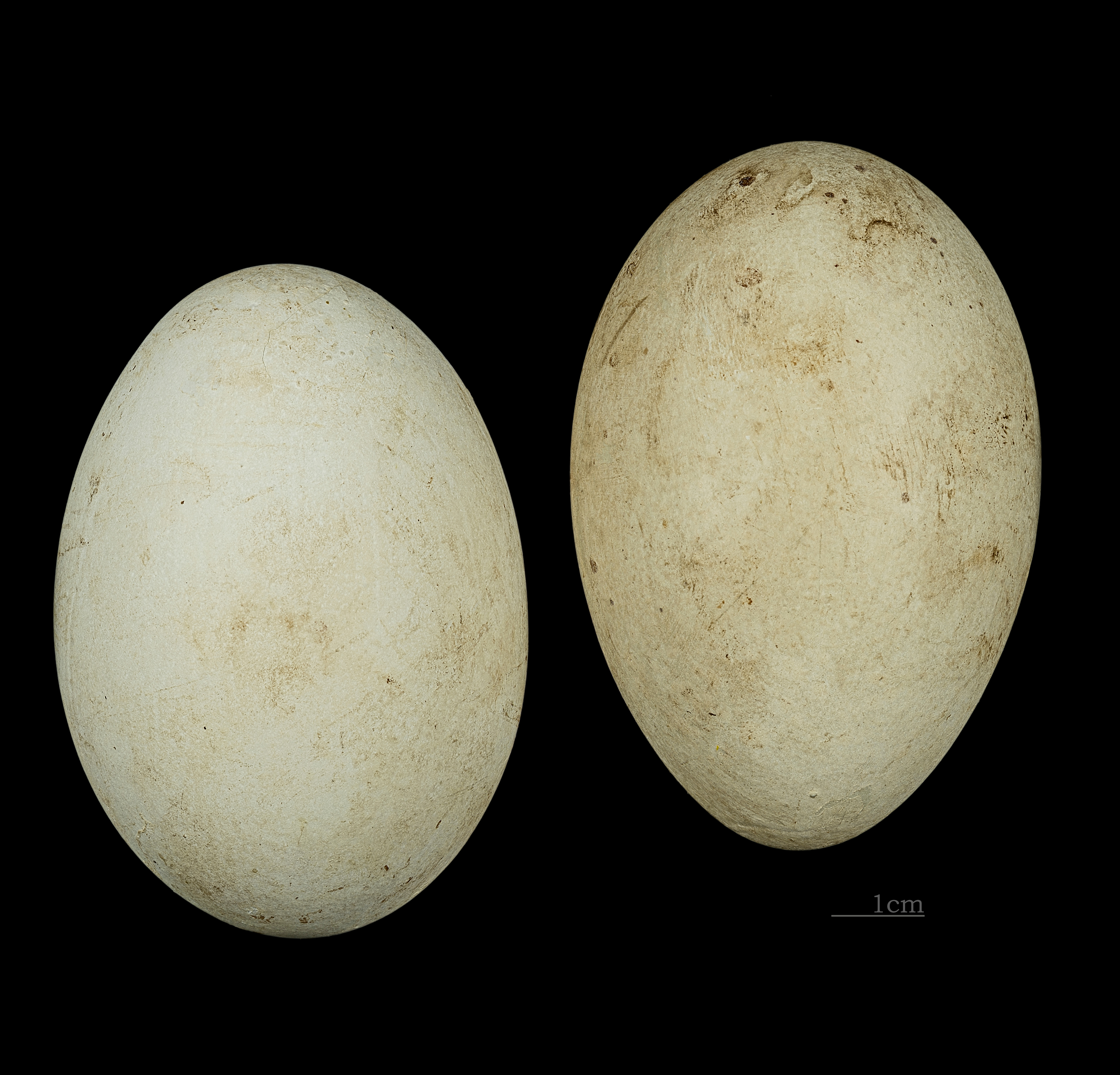
Яйця Balearica regulorum gibbericeps

Гніздо — купа хмизу, очерету або просто ямка, іноді влаштовує гнізда на деревах.

### Харчування
Ці журавлі всеїдні, їдять рослини, насіння, зерно, комах, жаб, черв'яків, змій, дрібну рибу та яйця водних тварин. Тупаючи ногами, вони розганяють комах, яких швидко ловлять і з'їдають. Часто тримаються травоїдних тварин, що пасуться на пасовищах, отримуючи вигоду від можливості перехоплювати здобич, потривожену антилопами й газелями. Проводять цілий день у пошуках їжі. Вночі вінценосний журавель проводить час на деревах, сплячи й відпочиваючи.

### Розмноження
У кладці 2—3 плямистих яєць у грудні-березні. Насиджування 28 днів.

## Галерея

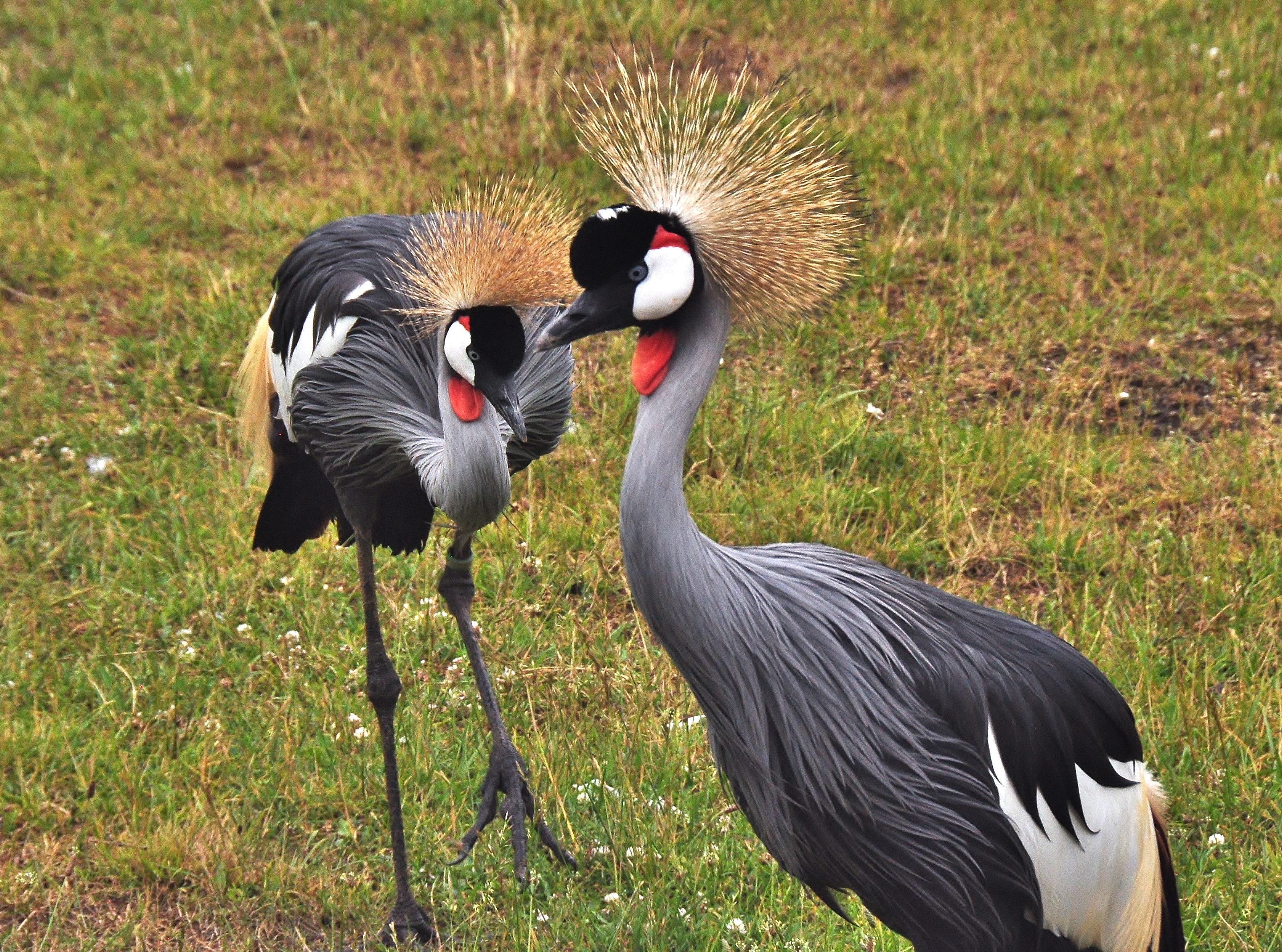
Вінценосні журавлі південні у Зоопарку «Левине сафарі» поблизу Гамільтона, Онтаріо, Канада
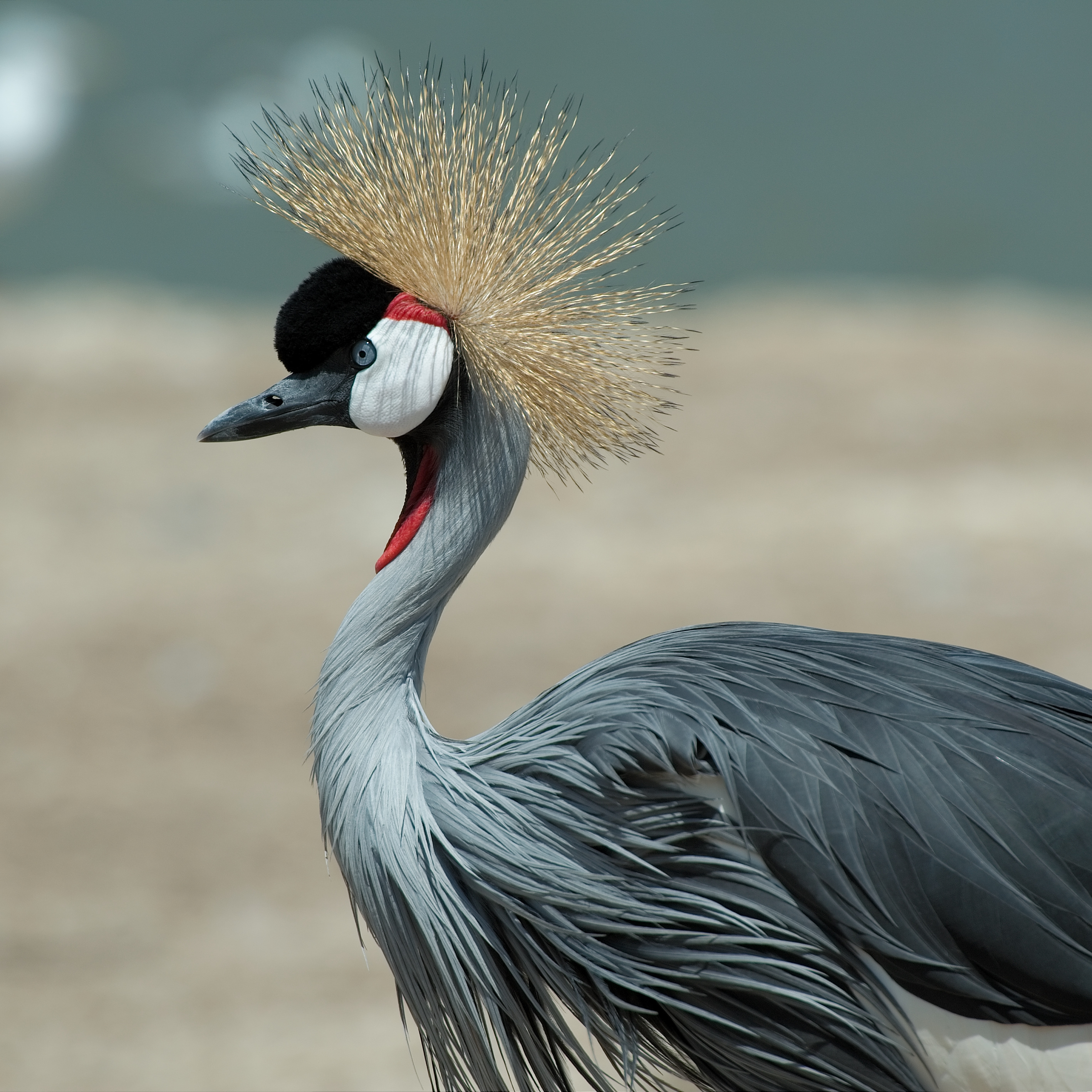
Африканський парк дикої природи, Сіжан, Франція
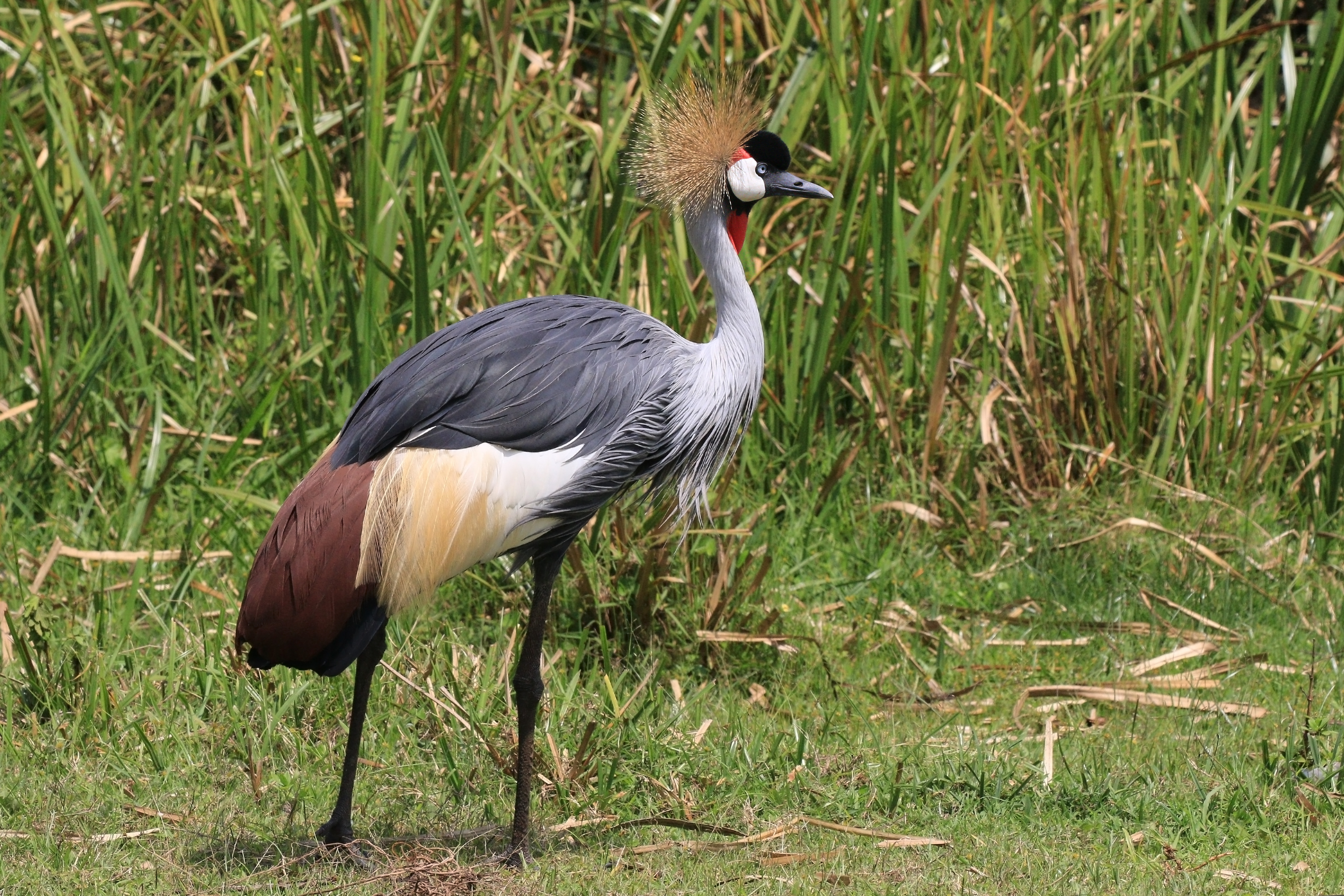
Коло річки Bunyonyi, південно-західна Уганда
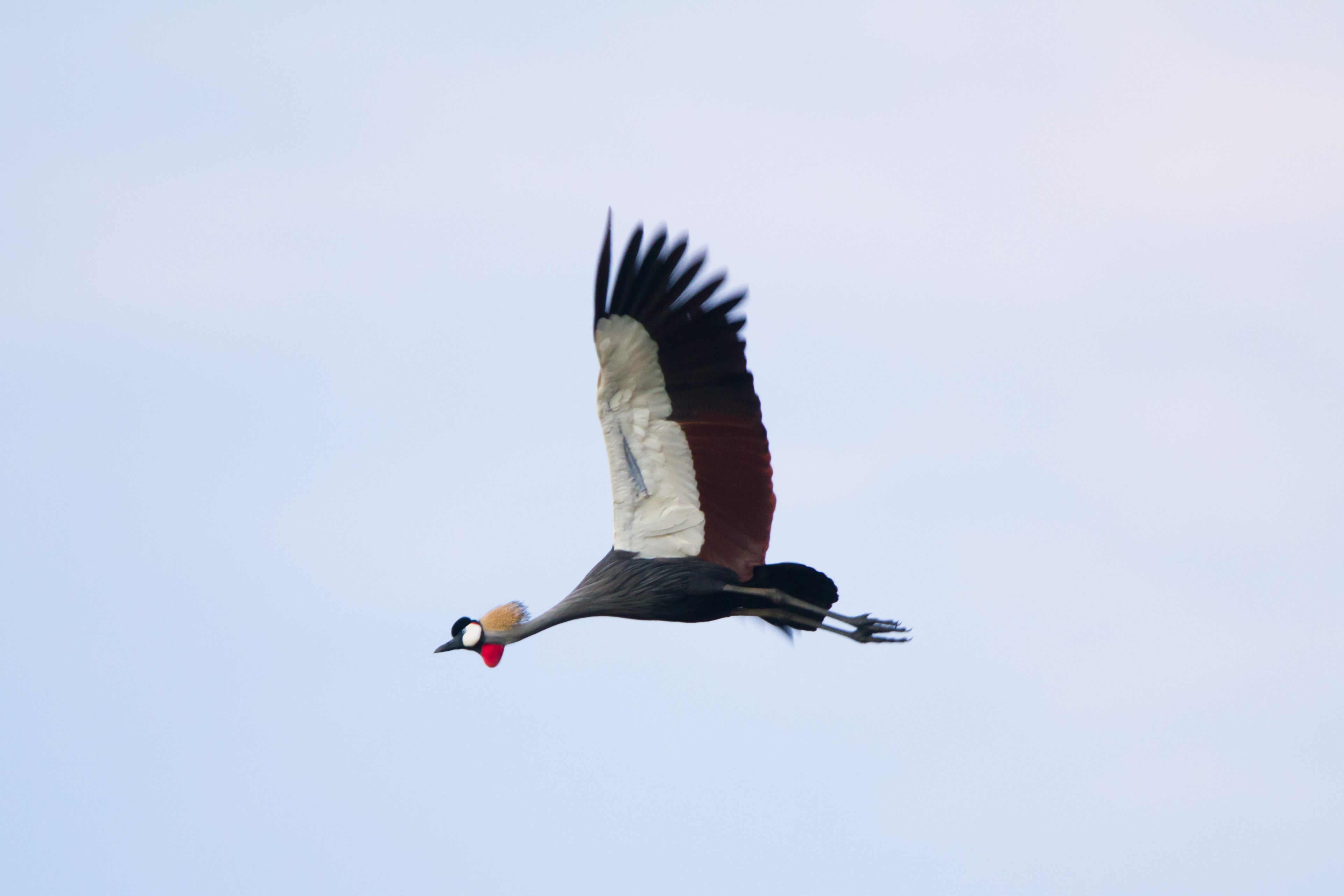
У польоті
Прапор Уганди